# Nyctemera externa
Nyctemera externa là một loài bướm đêm thuộc phân họ Arctiinae, họ Erebidae.